# محمد مبارك
محمد مبارك الهنائي الزهراني، ويلقب بـسويدي، من مواليد 19 يونيو 1984 م، طوله 173 ووزنه 69، لاعب كرة قدم عماني، ويلعب في كمهاجم.
بدأ محمد مبارك مسيرته مع نادي عمان العماني، وحقق معه لقب الدوري والكأس في عمان، وفي موسم 2005/2006 انضم إلى نادي النصر العماني، وأحرز معهم لقب الكأس، وفي صيف 2006 انضم إلى نادي القادسية الكويتي، ولكنه شارك مع نادي النصر العماني في كأس الخليج للأندية، وعندما شارك في تلك البطولة تلقى عرضا من نادي الاتفاق السعودي، ولكنه رفض ذلك العرض لأنه وقع عقدا مع نادي القادسية الكويتي، ويلعب محمد مبارك مع منتخب عمان لكرة القدم.
و قد لعب مع نادي الساحل الكويتي في موسم 2008/2009. أما الآن فهو يلعب في نادي النصر العماني.

## روابط خارجية
- محمد مبارك على موقع الاتحاد الدولي (مؤرشف)  (الإنجليزية)
- محمد مبارك على موقع قاعدة بيانات كرة القدم.إي يو (الإنجليزية)
- محمد مبارك على موقع ناشيونال فوتبول تيمز (الإنجليزية)
- محمد مبارك على موقع Soccerway.com (الإنجليزية)
- محمد مبارك على موقع كووورة